# 比斯特里克 (波格列比謝區)
49°32′9″N 29°26′6″E / 49.53583°N 29.43500°E
比斯特里克（烏克蘭語：Бистрик），是烏克蘭的村落，位於該國西南部文尼察州，由文尼察區負責管轄，始建於1000年，面積0.09平方公里，海拔高度235米，2001年人口82。